# (2322) Kitt Peak
(2322) Kitt Peak (1954 UQ2; 1954 WC; 1970 GU; 1975 VP1; 1975 YF; 1977 JC) ist ein Asteroid des äußeren Hauptgürtels, der am 28. Oktober 1954 im Rahmen des Indiana Asteroid Programs am Goethe-Link-Observatorium in Brooklyn, Indiana (IAU-Code 760) entdeckt wurde. Durch das Indiana Asteroid Program wurden insgesamt 119 Asteroiden neu entdeckt.

## Benennung
Der Name (2322) Kitt Peak erinnert an zwei wichtige Ereignisse in der Geschichte des Kitt-Peak-Nationalobservatoriums. Mitglieder des Papago Tribal Council und des Schuk Toak District Council besuchten das Steward Observatory am 28. Oktober 1955, ein Jahr nach der Entdeckung des Asteroiden. Dies war der erste Schritt der Gründung des Kitt-Peak-Nationalobservatoriums. Am 28. Oktober 1957 wurde die Association of Universities for Research in Astronomy (Vereinigung der Universitäten für astronomische Forschung [AURA]) gegründet. Die Benennung wurde vom US-amerikanischen Astronomen Frank K. Edmondson vorgeschlagen.